# Piłka nożna w Azerbejdżanie
Piłka nożna (azer. Futbol ˈfut.bɔɫ) jest najpopularniejszym sportem w Azerbejdżanie. Jej głównym organizatorem na terenie Azerbejdżanu pozostaje Azərbaycan Futbol Federasiyaları Assosiasiyası (AFFA).
Według stanu na 1 listopada 2021 Rəşad Sadıqov i Aslan Kərimov mają odpowiednio 111 i 80 występów reprezentacyjnych, a Qurban Qurbanov strzelił 14 bramek w barwach reprezentacji Azerbejdżanu.
W azerskiej Premyer Liqası grają takie znane kluby świata, jak Neftçi Baku, Qarabağ Ağdam i Kəpəz Gəncə.

## Historia

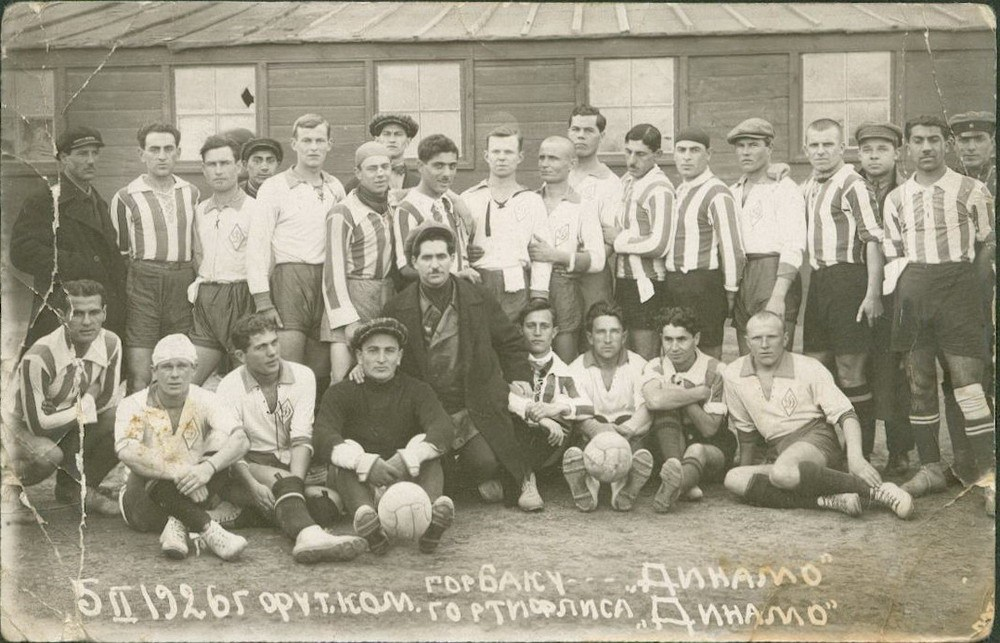
Spotkanie klubów Dinamo Baku i Dinamo Tiflis 5 lutego 1926 roku (1:1)

Piłka nożna zaczęła zyskiwać popularność w Azerbejdżanie na początku XX wieku. W 1905 roku powstał pierwszy azerski klub piłkarski, potem następne. Zespoły te reprezentowały przeważnie główne firmy naftowe w Baku. Wśród tych zespołów były: „Circle of Football Players of Surakhany”, „Stela”, „Friends of Sport”, „Sportsman”, „Congress”, „Unitas”, „Belaya”, „Senturion”, „Progress” itp. W 1911 roku na terenie Azerbejdżanu po raz pierwszy rozegrane mecze o tytuł mistrza Baku. Początkowo mistrzostwa miasta odbywały się w spontanicznym porozumieniu między kapitanami drużyn. W pierwszej edycji najsilniejszym został zespół British Club (Britaniya Klubu), a mistrzostwa trwały do rozpoczęcia rewolucji październikowej w 1917. W kwietniu 1920 Azerbejdżan został zajęty przez Armię Czerwoną. 28 kwietnia 1920 została utworzona Azerbejdżańska SRR, która była częścią państwa radzieckiego przed powstaniem ZSRR 30 grudnia 1922, w latach 1922–1936 razem z Gruzją i Armenią wchodziła w skład ZSRR jako część Zakaukaskiej Federacyjnej SRR, a 5 grudnia 1936 weszła w skład ZSRR bezpośrednio. Pierwszym klubem na terenie Azerbejdżańskiej SRR został İnşaatçısı Baku założony w 1931.
Pierwsza edycja mistrzostw Zakaukaskiej FSRR startowała w sezonie 1924, w której 3 drużyny z republik zakaukaskich walczyły o tytuł mistrza. Jednak w pierwszej edycji mistrz nie został wyłoniony. W kolejnych dwóch edycja 1926 i 1927 właśnie reprezentacja Azerbejdżańskiej SRR zdobyła mistrzostwo Zakaukaskiej FSRR. Następnie rozgrywki z przerwami organizowane były do 1935 roku. W 1934 po raz pierwszy startowały mistrzostwa wśród klubów. Potem od 1936 mistrzostwa Azerbejdżańskiej SRR rozgrywane spośród drużyn towarzystw sportowych pomiędzy azerskimi zespołami, które nie uczestniczyli w rozgrywkach Mistrzostw ZSRR. W sezonie 1941 mistrzostwa Azerbejdżańskiej SRR zostały zawieszone tak jak w końcu czerwca nastąpiła okupacja niemiecka. W 1944 ponownie startują mistrzostwa Azerbejdżańskiej SRR. W latach 1990–1991 mistrzem Azerbejdżańskiej SRR zostawał klub, który zwyciężał w Drugiej Ligie, strefie azerskiej Mistrzostw ZSRR. To nie były pełnowartościowe mistrzostwa tak jak najlepsze kluby kraju uczestniczyły w mistrzostwach ZSRR.
30 sierpnia 1991 – po puczu Janajewa – Azerbejdżan ogłosił niepodległość, która została formalnie uznana dopiero 18 października 1991.
Po założeniu azerskiej federacji piłkarskiej – AFFA w 1992 roku, rozpoczął się proces zorganizowania pierwszych rozgrywek o mistrzostwo Azerbejdżanu. W sezonie 1992 startowała pierwsza edycja rozgrywek o mistrzostwo kraju. W Yüksək Liqa (Wyższa Liga) 26 drużyn walczyło systemem ligowym w dwóch grupach o tytuł mistrza kraju. W sezonie 2001/02 z powodu konfliktu między AFFA a klubami mistrzostwo zostało zawieszone, a wyniki nie zostały uwzględnione. UEFA nałożyła dwuletni zakaz w odpowiedzi na długotrwały konflikt między Federacją Azerbejdżanu a większością najlepszych klubów w kraju. Następny sezon 2002/03 również nie rozgrywano, a najlepsze kluby uniemożliwiły ich graczom grę dla reprezentacji narodowej. Dopiero w sezonie 2003/04 rozgrywki o mistrzostwo kraju zostały wznowione.
W 2007 utworzono zawodową ligę piłkarską w Azerbejdżanie (AFL – Azərbaycan Premyer Liqası). Rozgrywki zawodowej Premyer Liqası zainaugurowano w sezonie 2007/08.

## Format rozgrywek ligowych
W obowiązującym systemie ligowym trzy najwyższe klasy rozgrywkowe są ogólnokrajowe (Premyer Liqası, Birinci Divizionu i Həvəskarlar Liqası). Dopiero na czwartym poziomie pojawiają się grupy regionalne.

## Puchary
Rozgrywki pucharowe rozgrywane w Azerbejdżanie to:
- Puchar Azerbejdżanu (Azərbaycan Milli Futbol Kuboku),
- Superpuchar Azerbejdżanu (Azərbaycan Milli Futbol Superkuboku) – mecz między mistrzem kraju i zdobywcą Pucharu.